# Kharwar (huyện)
Kharwar là một huyện thuộc tỉnh Lowgar, Afghanistan. Dân số thời điểm năm 1999 là -16,7 người.